# 19466 Дарсідіґел
19466 Дарсідіґел (19466 Darcydiegel) — астероїд головного поясу, відкритий 20 квітня 1998 року.
Тіссеранів параметр щодо Юпітера — 3,339.